# Delta2 Gruis
Pour les articles homonymes, voir Delta Gruis.
Désignations
Delta2 Gruis (δ2 Gru) est une étoile variable de quatrième magnitude de la constellation de la Grue. D'après la mesure de sa parallaxe annuelle par le satellite Hipparcos, elle est située à environ ∼ 330 a.l. (∼ 101 pc) de la Terre. Elle s'éloigne du Système solaire à une vitesse radiale de +3 km/s.
Delta2 Gruis est une étoile géante rouge de type spectral M4,5IIIa, qui est située sur la branche asymptotique des géantes. C'est une étoile variable semi-régulière dont la magnitude apparente varie entre 3,99 et 4,2. On lui a détecté un grand nombre de périodes de variation, la plus marquée étant une période de 33,3 jours ayant une amplitude de 0,043 magnitude : 
| Période (jours)  | 20,6  | 24,1  | 24,5  | 32,3  | 33,3  | 97,6  | 125,9 | 205,8 |
| Amplitude (mag.) | 0,021 | 0,014 | 0,022 | 0,012 | 0,043 | 0,019 | 0,025 | 0,022 |

Le rayon de l'étoile est environ 97 fois plus grand que le rayon solaire, elle est 1 359 fois plus lumineuse que le Soleil et sa température de surface est de 3 560 K. Delta2 Gruis possède un compagnon de magnitude 9,71. En date de 2015, il est situé à une distance angulaire de 60,7 secondes d'arc et à un angle de position de 211° d'elle. Il s'agit d'un compagnon optique, dont la proximité apparente avec de Delta2 Gruis n'est qu'une coïncidence.